# Martellidendron cruciatum
Martellidendron cruciatum är en enhjärtbladig växtart som först beskrevs av Rodolfo Emilio Giuseppe Pichi Sermolli, och fick sitt nu gällande namn av Martin Wilhelm Callmander och Chassot. Martellidendron cruciatum ingår i släktet Martellidendron och familjen Pandanaceae. Inga underarter finns listade.